# Refuge d'oiseaux de l'Île Saint-Joseph
Le refuge d'oiseaux de l'Île Saint-Joseph (anglais : St. Joseph's Island Migratory Bird Sanctuary) est un refuge d'oiseaux migrateurs du Canada situé à Jocelyn (en) en Ontario. Il a été créé en 1951 dans le but de protéger les oiseaux migrateurs de la chasse intensive qu'ils subissaient dans la région. Il est administré par le Service canadien de la faune.
Sa portion terrestre correspond au Lieu historique national du Fort-St. Joseph, un lieu historique national géré par Parcs Canada.